# McClure, Pennsylvania
McClure là một thị trấn thuộc quận Snyder, tiểu bang Pennsylvania, Hoa Kỳ. Năm 2010, dân số của thị trấn này là 941 người.

## Địa lý
Theo Cục Thống kê dân số Hoa Kỳ, thị trấn này có diện tích khoảng 9,6km².